# Девіз
Деві́з (від народно-латинського vīsa — розпізнавальний знак, пов'язаного з лат. dīvido — розподіляю; відрізняю) — в геральдиці гербова фігура або вислів на гербі.
- Короткий вислів, що, як правило, пояснював зміст герба.
- Стисле формулювання провідної ідеї, програми дій. Правило, заповідь.
- Вислів або слово, що є псевдонімом автора якоїсь роботи, проєкту або твору, що розглядається на закритому конкурсі.
- Слово або вираз, який характеризує певні почуття або кодекс поведінки.

Герб королівства Іспанія (у 1621—1668 роках)
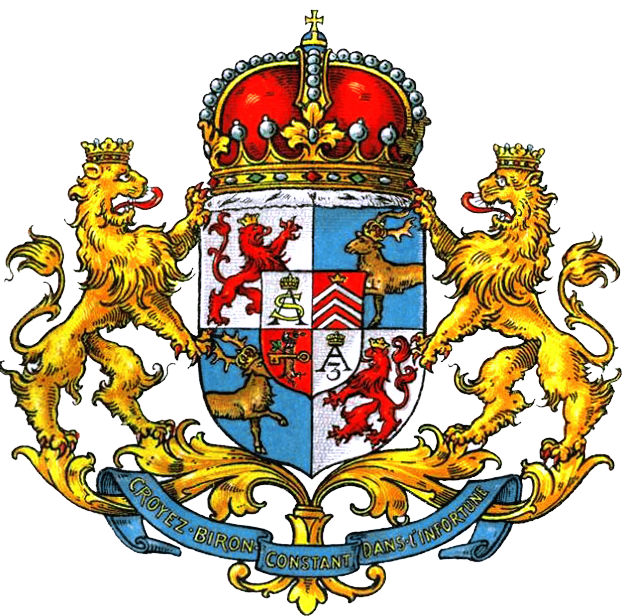
Герб герцогства Курляндії і Семигалії (у 1769—1795 роках)
Герб князівства Румунія (у 1872—1881 роках)
Герб королівства Нідерландів (підтверджений від 1980 року).